# مصر القدیمه
مصر القدیمه (به عربی: مصر القديمة) نام محله و شهرستانی در استان قاهره مصر است.